# Козлов, Павел Никитович
Павел Никитович Козлов (1914—1987) — подполковник Советской Армии, участник Великой Отечественной войны, Герой Советского Союза (1943).

## Биография
Павел Козлов родился 31 августа 1914 года в селе Игумново (ныне — Новосильский район Орловской области). В 1923 году переехал в Москву. Получил среднее образование, после чего работал в типографии газеты «Гудок». В 1936 году Козлов был призван на службу в Рабоче-крестьянскую Красную Армию. В 1939 году он окончил 2-е Киевское артиллерийское училище. Участвовал в польском походе. С июня 1941 года — на фронтах Великой Отечественной войны. Принимал участие в боях на Юго-Западном, Брянском, Воронежском, 1-м и 2-м Украинском фронтах. Два раза был ранен.
К сентябрю 1943 года капитан Павел Козлов был начальником штаба 576-го артиллерийского полка 167-й стрелковой дивизии 38-й армии Воронежского фронта. Отличился во время битвы за Днепр. В период с 27 сентября по 12 октября 1943 года во время боёв на плацдарме на западном берегу Днепра в районе села Лютеж Вышгородского района Киевской области Украинской ССР Козлов организовывал бесперебойную связь между артиллерийскими и пехотными частями, управлял огнём дивизионов, что способствовало успешному отражению контратак противника. В дальнейшем успешно руководил артиллерийской группой во время освобождения Киева с 1 по 6 ноября 1943 года.
Указом Президиума Верховного Совета СССР от 13 ноября 1943 года за «образцовое выполнение боевых заданий командования на фронте борьбы с немецкими захватчиками при форсировании Днепра, завоевании плацдарма и проявленные при этом мужество и героизм» капитан Павел Козлов был удостоен высокого звания Героя Советского Союза с вручением ордена Ленина и медали «Золотая Звезда» за номером 3690.
После окончания войны Козлов продолжил службу в Советской Армии. В 1946 году он окончил Военную академию имени Дзержинского. В 1958 году в звании подполковника Козлов был уволен в запас. Проживал в Москве, работал на одном из заводов контролёром-испытателем. Скончался 25 января 1987 года, похоронен на Митинском кладбище Москвы.
Был также награждён орденами Красного Знамени, Богдана Хмельницкого 3-й степени, Отечественной войны 1-й степени, двумя орденами Красной Звезды, рядом медалей.